# Carcinoma de pulmão de grandes células
O carcinoma de pulmão de grandes células é uma neoplasias malignas indiferenciadas que se originam de células epiteliais alteradas do pulmão. Representam 10% dos casos de carcinoma de pulmão de células não pequenas. Crescem rápido, se espalham rápido e podem produzir substâncias similares a hormônios causando síndrome paraneoplásica.

## Causas
É induzido principalmente pela poluição do ar e tabagismo quando há vulnerabilidade genética. Também pode ser por exposição no ambiente de trabalho ou em casa a asbesto, arsênico, níquel, cromo ou radiação ionizante. 

## Sinais e sintomas
Inicialmente geralmente aparecem na parte mais externa do pulmão e causam sintomas fáceis de serem subestimados como dor no peito, dor nas costas, cansaço e falta de ar. Os sintomas clássicos de câncer de pulmão, como tosse persistente com sangue, dificuldade para respirar e uma grande massa fácil de identificar em exames de imagens só aparecem quando o câncer já está avançado.

## Diagnóstico
Geralmente a suspeita começa com um raio X de tórax ou outro exame pulmonar. Na biópsia deve ser identificado mais de 30% de células grandes, formato irregular, multinucleadas, diversificadas em forma, núcleo e tamanho. Estas células contêm geralmente uma grande quantidade de citoplasma eosinófilo com vacuolas. A coesão celular é frequentemente perdida. Muitas vezes existe um componente necrótico com um infiltrado de células inflamatórias de neutrófilos e monócitos. Podem ser diferenciados de linfomas por ser CD45 negativos. Podem produzir GCH.

## Incidência

Gráfico mostrando a incidência do câncer de pulmão de grandes células (em verde, na parte superior à esquerda), comparada à de outros tipos de câncer de pulmão, com as frações de fumantes versus não fumantes para cada tipo.

Na maioria das séries, o carcinoma de pulmão de grandes células compreende entre 5% e 10% de todos os tipos de câncer de pulmão.
De acordo com o Nurses' Health Study, o risco de um carcinoma de pulmão de grandes células aumenta com uma história prévia de tabagismo, com uma duração de 30 a 40 anos do hábito proporcionando um risco relativo de aproximadamente 2,3, comparado ao risco de não-fumantes, e uma duração de mais de 40 anos gerando um risco relativo de aproximadamente 3,6.

## Prognóstico
A sobrevivência é um menor que de outros cânceres de pulmão e depende do estágio ao início do tratamento e das condições do paciente. A taxa de sobrevivência a cinco anos após o diagnóstico é de cerca de 50% quando está restrito ao local de origem, 30% quando se espalhou pouco, 15% se espalhou apenas para linfonodulos e bronquíolos próximos, e 1% quando já se espalhou para outros órgãos. Como cresce rápido, quase sempre já está avançado no momento do diagnóstico, assim a sobrevivência 5 anos é em média apenas 18%. A maioria vive menos de um ano após o diagnóstico. O prognóstico é pior caso o paciente começou a fumar muito jovem, em maiores de 60 anos e se o câncer tem componentes neuroendócrinos. 